# Longitudine

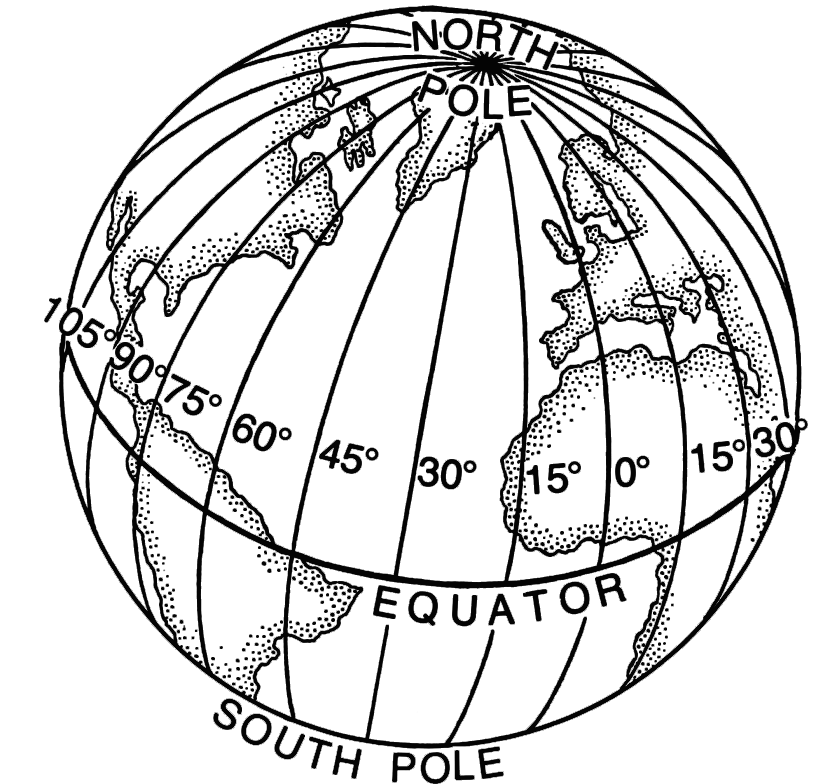
Longitudinile

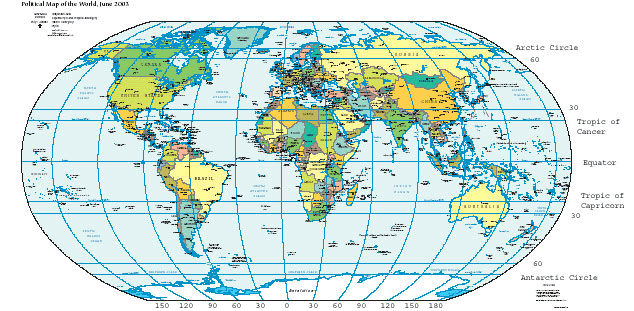
Harta Pământului arătând liniile verticale de longitudine.

Longitudinea este una dintre cele două coordonate geografice care definesc poziția unui punct de pe suprafața Pământului. Longitudinea unui punct reprezintă unghiul dintre proiecțiile pe planul ecuatorului ale direcțiilor de la centrul Pământului către acel punct și către punctul convențional ales ca origine a longitudinii, cunoscut ca longitudinea 0°. Echivalent, longitudinea unui punct este unghiul diedru dintre cele două semiplane sprijinite pe axa Pământului și conținând, primul, punctul dat, iar al doilea punctul ales ca origine a longitudinii. Dacă punctul considerat se află la est față de originea longitudinii, longitudinea lui se numește „estică”, notată „E”. Dacă punctul considerat se află la vest de originea longitudinii, longitudinea lui se numește „vestică”, notată „V”. Faptul că longitudinea este estică sau vestică nu contează pentru punctele cu longitudine egală cu 0° sau 180°.
Punctul utilizat în prezent de toată lumea ca origine a longitudinii este observatorul astronomic din cartierul Greenwich, Londra, Marea Britanie. Acesta a fost ales prin rezoluția adoptată în 1884 la „Conferința Internațională a meridianului” (în engleză: International Meridian Conference).
Punctele de pe Pământ având aceeași longitudine alcătuiesc un semicerc având ca extremități cei doi poli și al cărui centru coincide cu centrul Pământului. Acest semicerc este numit meridian. Fiecare meridian are un meridian pereche pe cealaltă parte a Pământului, împreună cu care formează un cerc mare numit cerc meridian. Lungimea unui cerc meridian este de 40 000 km, fapt care a fost folosit pentru prima definire a metrului.

## Măsurare
Longitudinea este exprimată în grade pe un plan perpendicular pe axa terestră și poate lua valori între 0 - 180° E și 0 - 180° V. Măsurarea longitudinii (determinarea meridianului) se poate face cu un ceas și cu o hartă în față: ceasul trebuie să indice ora Greenwich (sau ora portului de plecare). Citind ora locală a meridianului și făcând diferența cu cea a ceasului se află longitudinea locală, considerându-se 15° (grade sexagesimale) pentru fiecare oră, adică 360° pentru 24 ore. Această tehnică de determinare a longitudinii a căpătat utilitate practică din a doua jumătate a secolului al XVIII-lea (până la acest moment navigatorii își cunoșteau poziția în termeni de latitudine, însă doar ghiceau, adesea cu consecințe tragice, poziția vasului în termeni de longitudine), atunci când au putut fi construite ceasuri cu suficientă exactitate, care în plus să nu piardă secunde la întoarcerea arcului și a căror funcționare să nu fie afectată de schimbările de umiditate și temperatură (lubrifianți cu viscozitate constantă într-o plajă largă de temperaturi sau ceasuri cu mecanisme autolubrifiante (fără lubrifiant)) ale aerului ambiant. Cam în aceeași perioadă a fost pusă la punct o tehnică de determinare a longitudinii, o metodă astronomică, bazată pe poziția lunii, însă aceasta a fost abandonată din cauza dificultății măsurătorilor necesare și a imposibilității utilizării ei când cerul este acoperit sau fără lună.